# Mussurana bicolor
Mussurana bicolor är en ormart som beskrevs av Peracca 1904. Mussurana bicolor ingår i släktet Mussurana och familjen snokar. Inga underarter finns listade i Catalogue of Life.
Arten förekommer i södra Brasilien, Paraguay och norra Argentina. En avskild population hittades i Peru. Honor lägger ägg. Denna orm lever i låglandet. Habitatet utgörs av savanner, andra gräsmarker och skogar.
Lokala populationer hotas av landskapsförändringar. Hela populationen anses vara stabil. IUCN listar arten som livskraftig (LC).